# برج قاعی
برج قاعی (به عربی: برج قاعی) یک منطقهٔ مسکونی در سوریه است که در حمص واقع شده‌است.

## خصوصیات
برج قاعی ۲٬۳۵۱ نفر جمعیت دارد.